# Lobelia pratiana
Lobelia pratiana là loài thực vật có hoa trong họ Hoa chuông. Loài này được Gaudich. ex Lammers mô tả khoa học đầu tiên năm 1998.